# Шадруха
Шадру́ха (рос. Шадруха) — село у складі Угловського району Алтайського краю, Росія. Входить до складу Угловської сільської ради.

## Населення
Населення — 606 осіб (2010; 722 у 2002).
Національний склад (станом на 2002 рік):
- росіяни — 95 %